# Amanda Spratt
Amanda Spratt (Penrith, 17 settembre 1987) è una ciclista su strada e pistard australiana che corre per il Lidl-Trek. 
Attiva tra le Elite dal 2007, ha vinto tre titoli nazionali in linea, nel 2012, 2016 e 2020, e due medaglie nella prova in linea dei campionati del mondo, d'argento nel 2018 e di bronzo nel 2019.

## Carriera
Originaria del Nuovo Galles del Sud, comincia a gareggiare nel ciclismo, precisamente in BMX, all'età di nove anni. Passata alle gare su strada, nel 2004 si aggiudica la medaglia di bronzo nella cronometro Juniores ai campionati del mondo di Verona.
Debutta tra le Elite nel 2007 vincendo il titolo oceaniano nella corsa a punti. Nel 2010 viene convocata per la prima volta per la gara in linea Elite dei campionati del mondo, ma non conclude la prova; nel 2011 vince invece la classifica generale del Tour de Feminin-O cenu Českého Švýcarska in Repubblica Ceca. Nel 2012 debutta da professionista con la formazione UCI Orica-AIS e si laurea campionessa nazionale in linea vincendo in solitaria la corsa; in estate partecipa anche alla gara in linea dei Giochi olimpici di Londra, ma conclude fuori tempo massimo. Nel 2013 si classifica quarta al Trofeo Alfredo Binda e terza, con le compagne dell'Orica-AIS, nella cronometro a squadre dei campionati del mondo di Firenze: migliora il piazzamento nella successiva rassegna iridata a Ponferrada, vincendo la medaglia d'argento.
Nel 2015 si aggiudica il Giro del Trentino-Alto Adige/Südtirol e ottiene alcuni piazzamenti di tappa al Thüringen Rundfahrt. L'anno dopo vince per la seconda volta il titolo nazionale in linea, precedendo in volata Ruth Corset, nonché la Cadel Evans Great Ocean Road Race in patria.

## Palmarès

### Strada
- 2010 (due vittorie)

Grand Prix de Beauraing
2ª tappa, 2ª semitappa Ronde de Bourgogne
- 2011 (due vittorie)

1ª tappa Tour de Feminin-O cenu Českého Švýcarska (Krásná Lípa > Krásná Lípa)
Classifica generale Tour de Feminin-O cenu Českého Švýcarska
- 2012 (Orica-AIS, due vittorie)

4ª tappa Jayco Bay Classic
Campionati australiani, Prova in linea
- 2014 (Orica-AIS, una vittoria)

2ª tappa Santos Women's Cup
- 2015 (Orica-AIS, una vittoria)

Giro del Trentino-Alto Adige/Südtirol
- 2016 (Orica-AIS, tre vittorie)

Campionati australiani, Prova in linea
Cadel Evans Great Ocean Road Race
6ª tappa Thüringen Rundfahrt (Schleiz > Schleiz)
- 2017 (Orica-Scott, tre vittorie)

1ª tappa Santos Tour (Hahndorf > Meadows)
Classifica generale Santos Tour
2ª tappa Emakumeen Bira (Markina-Xemein > Markina-Xemein)
- 2018 (Mitchelton-Scott, sei vittorie)

3ª tappa Santos Tour (The Bend Motorsport Park > Hahndorf)
Classifica generale Santos Tour
4ª tappa Emakumeen Bira (Iurreta > Iurreta)
Classifica generale Emakumeen Bira
Grand Prix Cham-Hagendorn
6ª tappa Giro d'Italia (Sovico > Gerola Alta)
- 2019 (Mitchelton-Scott, tre vittorie)

2ª tappa Tour Down Under (Nuriootpa > Angaston)
Classifica generale Tour Down Under
2ª tappa Emakumeen Bira (Aduna > Amasa)
- 2020 (Mitchelton-Scott, due vittorie)

Campionati australiani, Prova in linea
2ª tappa Tour Down Under (Murray Bridge > Birdwood)

#### Altri successi
- 2018 (Mitchelton-Scott)

Classifica scalatrici Santos Tour
Classifica scalatrici Giro d'Italia
- 2023 (Trek-Segafredo)

Classifica scalatrici Tour Down Under
- 2024 (Lidl-Trek)

1ª tappa Vuelta a España (Valencia, cronosquadre)

### Pista
- 2006

Campionati australiani, Inseguimento a squadre (con Skye Lee Armstrong e Toireasa Gallagher)
Campionati oceaniani, Corsa a punti

## Piazzamenti

### Grandi Giri
- Giro d'Italia

2006: 96ª
2012: non partita (9ª tappa)
2013: 23ª
2014: 45ª
2015: non partita (6ª tappa)
2017: 5ª
2018: 3ª
2019: 3ª
2020: non partita (8ª tappa)
2021: non partita (10ª tappa)
2022: non partita (8ª tappa)
- Tour de France

2022: non partita (3ª tappa)
2023: 10ª
2024: ritirata (7ª tappa)
- Vuelta a España

2023: 11ª
2024: 18ª

### Competizioni mondiali
- Campionati del mondo su strada

Verona 2004 - Cronometro Juniores: 3ª
Verona 2004 - In linea Juniores: 9ª
Vienna 2005 - Cronometro Juniores: 10ª
Vienna 2005 - In linea Juniores: 25ª
Melbourne 2010 - In linea Elite: ritirata
Copenaghen 2011 - In linea Elite: 110ª
Limburgo 2012 - In linea Elite: 68ª
Toscana 2013 - Cronosquadre: 3ª
Toscana 2013 - In linea Elite: ritirata
Ponferrada 2014 - Cronosquadre: 2ª
Richmond 2015 - Cronosquadre: 7ª
Richmond 2015 - In linea Elite: 48ª
Bergen 2017 - In linea Elite: 41ª
Innsbruck 2018 - In linea Elite: 2ª
Yorkshire 2019 - Cronometro Elite: 11ª
Yorkshire 2019 - In linea Elite: 3ª
Fiandre 2021 - In linea Elite: 93ª
Wollongong 2022 - In linea Elite: 27ª
Glasgow 2023 - In linea Elite: ritirato
- Coppa del mondo su strada/World Tour

2010: 104ª
2011: 45ª
2013: 15ª
2015: 72ª
2016: 28ª
2017: 32ª
2018: 4ª
2019: 10ª
2020: 28ª
2021: 28ª
- Giochi olimpici

Londra 2012 - In linea: fuori tempo massimo
Rio de Janeiro 2016 - In linea: 15ª
Tokyo 2020 - In linea: ritirata